# Françoise Vergès
Pour les articles homonymes, voir Vergès.
Pour les autres membres de la famille, voir Famille Vergès.
Cet article possède un paronyme, voir François de Vergès.
Françoise Vergès, née le 23 janvier 1952 dans le 11e arrondissement de Paris, est une politologue et militante féministe décoloniale française.

## Biographie

### Famille et généalogie
Françoise Vergès, née le 23 janvier 1952 dans le 11e arrondissement de Paris, est la deuxième fille de Laurence Deroin et de l'homme politique Paul Vergès. Elle est de ce fait la nièce de l'avocat Jacques Vergès, qui aura une certaine influence sur elle, à travers ses combats.
Son père, fils d'un médecin et consul de l'ère coloniale, a été successivement ou simultanément député, député européen, sénateur, président du conseil régional de La Réunion et maire du Port.
Son arrière-arrière-grand-mère, Marie Hermelinde Million des Marquets, épouse Vergès, est issue d’une famille propriétaire d'esclaves à La Réunion. Propriétaire d'une plantation d'une vingtaine d'hectares, la famille était, d’après un acte de 1848, propriétaire de « 121 esclaves dont 66 créoles, 12 malgaches, 39 mozambiques et 4 indiens ou malais ».
Sa mère, Laurence Deroin, est une zorey née le 22 septembre 1924 à Ivry-sur-Seine et morte le 3 novembre 2012 à son domicile de La Possession. Militante et salariée au Parti communiste français (PCF), elle a notamment travaillé au ministère de la Reconstruction et de l'Urbanisme à l’époque dirigé par Raymond Aubrac, jusqu’au départ des communistes du gouvernement, ou encore pour Laurent Casanova. Le couple Deroin-Vergès s’est rencontré en 1947 à la section coloniale du PCF à Paris et s'est marié en 1949. Laurence Deroin arrive pour la première fois à l’île de La Réunion, à l’âge de 30 ans en 1954, lorsque son beau-père Raymond Vergès souhaite que son époux Paul prenne la relève au sein de fédération réunionnaise du PCF. Elle était militante au sein de l’Union des femmes françaises, et a été l’une des fondatrices de l’Union des femmes de La Réunion (UFR) en 1958. Après avoir tenu une librairie à Saint-Denis (La Librairie des Mascareignes) quelques années, Laurence Deroin a travaillé au journal Témoignages, où elle tenait une rubrique sur la condition féminine. Elle a aussi été candidate à diverses élections pour le Parti communiste réunionnais (PCR),.
Françoise a une sœur aînée qui est médecin, Claude, née le 1er août 1949, mariée au docteur Edmundo Lopez Caizadilla ; elle habite au Panama depuis 1974, et elle a une fille, Sandra Lopez. Françoise Vergès a aussi deux frères, personnalités de premier plan au sein du PCR : Pierre et Laurent.
Membres notables de la famille Vergès
|                            |                            |                            |                            | Raymond Vergès 1882 – 1957 |                            |  |  |                            |                            |                            |                            |                            |                            |  |  |  |  |                    |                    |                    |                    |                    |                    |  |  |  |  |  |  |  |  |
|                            |                            |                            |                            |                            |                            |  |  |                            |                            |                            |                            |                            |                            |  |  |  |  |                    |                    |                    |                    |                    |                    |  |  |  |  |  |  |  |  |
|                            |                            |                            |                            |                            |                            |  |  |                            |                            |                            |                            |                            |                            |  |  |  |  |                    |                    |                    |                    |                    |                    |  |  |  |  |  |  |  |  |
| Jacques Vergès 1924 – 2013 | Jacques Vergès 1924 – 2013 | Jacques Vergès 1924 – 2013 | Jacques Vergès 1924 – 2013 | Jacques Vergès 1924 – 2013 | Jacques Vergès 1924 – 2013 |  |  | Paul Vergès 1925 – 2016    | Paul Vergès 1925 – 2016    | Paul Vergès 1925 – 2016    | Paul Vergès 1925 – 2016    | Paul Vergès 1925 – 2016    | Paul Vergès 1925 – 2016    |  |  |  |  |                    |                    |                    |                    |                    |                    |  |  |  |  |  |  |  |  |
| Jacques Vergès 1924 – 2013 | Jacques Vergès 1924 – 2013 | Jacques Vergès 1924 – 2013 | Jacques Vergès 1924 – 2013 | Jacques Vergès 1924 – 2013 | Jacques Vergès 1924 – 2013 |  |  | Paul Vergès 1925 – 2016    | Paul Vergès 1925 – 2016    | Paul Vergès 1925 – 2016    | Paul Vergès 1925 – 2016    | Paul Vergès 1925 – 2016    | Paul Vergès 1925 – 2016    |  |  |  |  |                    |                    |                    |                    |                    |                    |  |  |  |  |  |  |  |  |
|                            |                            |                            |                            |                            |                            |  |  |                            |                            |                            |                            |                            |                            |  |  |  |  |                    |                    |                    |                    |                    |                    |  |  |  |  |  |  |  |  |
| Françoise Vergès 1952      | Françoise Vergès 1952      | Françoise Vergès 1952      | Françoise Vergès 1952      | Françoise Vergès 1952      | Françoise Vergès 1952      |  |  | Laurent Vergès 1955 – 1988 | Laurent Vergès 1955 – 1988 | Laurent Vergès 1955 – 1988 | Laurent Vergès 1955 – 1988 | Laurent Vergès 1955 – 1988 | Laurent Vergès 1955 – 1988 |  |  |  |  | Pierre Vergès 1958 | Pierre Vergès 1958 | Pierre Vergès 1958 | Pierre Vergès 1958 | Pierre Vergès 1958 | Pierre Vergès 1958 |  |  |  |  |  |  |  |  |

Selon le linguiste Robert Chaudenson, le grand-père paternel de Françoise Vergès, Raymond Vergès (1882-1957), est le « fondateur de cette dynastie politique communiste réunionnaise » et « avait été élevé surtout par sa grand-mère Marie Hermelinde Million des Marquets, née en 1832 et qui avait épousé, en 1855, un modeste commis de marine, Adolphe Vergès. En 1848, la famille Million des Marquets possédait, comme le montre le détail de ce recensement, 121 esclaves (dont 66 créoles, 12 malgaches, 39 mozambiques et 4 indiens ou malais) ».

### Enfance et études
Arrivée à l'âge de 2 ans à l'île de La Réunion, Françoise Vergès y passe son enfance, marquée par les combats politiques menés par ses parents.
À l'âge de 16 ans ses parents la laissent quitter La Réunion pour aller passer son année de terminale et donc son baccalauréat en Algérie. Elle va étudier en octobre 1970 au lycée Descartes d'Alger. Elle est logée chez son oncle, l'avocat Jacques Vergès, qui vit et défend en justice la militante du FLN Djamila Bouhired. Françoise Vergès déclare vouer une admiration pour le combat de libération mené en Algérie à cette époque. Au lycée, elle se lie d'amitié avec d'autres enfants d'indépendantistes ou encore d'artistes. Elle obtient son baccalauréat de justesse, en passant l'oral du second tour, grâce à l'épreuve de géographie. Pendant la disparition de Jacques Vergès, elle va habiter chez un ami de son oncle : Georges Arnaud. Après son bac, elle va très brièvement étudier le chinois et l'arabe à Aix-en-Provence, puis retourne trois mois plus tard étudier à Sciences Po Alger. Elle arrête vite les études pour se consacrer au militantisme.
En 1983 elle part aux États-Unis où elle vit illégalement de petits boulots, après avoir travaillé en tant qu'éditrice et journaliste dans le milieu féministe français. Elle quittera le pays vers le Mexique pour revenir aux États-Unis de façon légale et reprendre ses études en 1987 à l'université de Californie à San Diego, où elle suit des cours de sciences politiques et d'études féministes, afin de pouvoir s'inscrire en thèse par la suite. En 1989, elle part à l'université de Californie à Berkeley en thèse de sciences politiques sous la direction de Michael Paul Rogin. Elle soutient son doctorat en mai 1995 et rentre en France. Sa thèse est publiée sous le titre Monsters and revolutionaries. Colonial family romance and metissage. Elle prend pour trame l'histoire politique de La Réunion depuis son origine jusqu'à nos jours, pour retracer le parcours de sa famille engagée en politique depuis 1930.
Elle obtient son habilitation universitaire en 2005, à l'École des hautes études en sciences sociales.

### Enseignante et chercheuse
En 1996, elle enseigne à l'université du Sussex et, depuis 2000, elle est membre du département politique (sans enseigner) au Center for Cultural Studies du Goldsmiths College de l'université de Londres. Elle s'interroge sur les problématiques de l'esclavage colonial et les phénomènes de créolisation en utilisant des théories politiques insistant sur les logiques postcoloniales.
Après en avoir été vice-présidente, Françoise Vergès devient, le 13 février 2008, en remplacement de Maryse Condé, présidente du Comité national pour la mémoire et l'histoire de l'esclavage, par décret du 10 mai 2009 ; elle y reste jusqu'en 2013. Le possible renouvellement de son mandat, a entraîné des polémiques en 2012-2013,.
En 2009, elle est « experte transversale », dans le cadre des états généraux de l'Outre-mer.
Entre 2003 et 2010, elle est la directrice scientifique de la Maison des civilisations et de l'unité réunionnaise (MCUR), qui avait pour projet d'être un musée postcolonial du temps présent, une mission qu'elle menait conjointement avec Jean-Claude Carpanin Marimoutou. Sa nomination, ainsi que le projet lui-même, sont sujets à débats dans la société réunionnaise. Le 3 novembre 2009, le journaliste Pierrot Dupuy dépose plainte avec constitution de partie civile à l'encontre de Paul Vergès pour avoir nommé sa fille à la direction, ce qui constituerait selon lui une prise illégale d'intérêts. Il semblerait que l'appel à candidatures à la tête de la MCUR avait été infructueux, et, à ce jour, le caractère illégal de la nomination de Françoise Vergès n'est pas avéré. Concernant le projet scientifique de la MCUR, la commission d'enquête publique rend dans son rapport du 19 février 2010 au préfet Michel Lalande un avis favorable. Le 21 mars 2010, la victoire de la liste conduite par Didier Robert au conseil régional de La Réunion signe la fin du projet MCUR. Dès son élection, conformément à son programme, Didier Robert annonce la fin du projet MCUR alors que celui-ci était déjà bien engagé depuis 6 ans et avait nécessité d'importants fonds publics.
En 2014 elle a été nommée titulaire de la chaire « Global South(s) » au collège d'études mondial de la Fondation Maison des Sciences de l'homme (jusqu'en 2018). Le 10 mai 2017, Françoise Vergès est nommée au groupement d'intérêt public dénommé « Mission de la mémoire de l'esclavage, des traites et de leurs abolitions ».

### Décoration
- Chevalier de l'ordre national de la Légion d'honneur, le 4 avril 2010 en tant que présidente du Comité national pour la mémoire et l'histoire de l'esclavage[25].

## Militantisme féministe et décolonial
Après le lycée, Françoise Vergès s’engage dans le Secours rouge, le comité Palestine, le mouvement contre l’installation d’un camp militaire au Larzac, les Groupes d'information Prisons et le Mouvement des femmes. Elle fréquente le Mouvement de libération des femmes à Paris et s'investit dans le groupe « Psy et Po » d'Antoinette Fouque. Elle collabore au journal Des femmes en mouvements, mensuel puis hebdomadaire, publié entre 1978 et 1982 et à la collection « Femmes en lutte de tous les pays », aux Éditions des femmes, de 1981 à 1983. Menant ses luttes féministes et antiracistes de manière globale et locale, elle en vient notamment à collaborer avec l'association Rualité créée par la hip-hoppeuse Bintou Dembélé.
Attaquée par les médias après l'affaire Olivier Grenouilleau, elle est membre du collectif de la Marche des femmes pour la dignité (MAFED), — dont elle signe les appels —, un groupe que le journaliste Laurent de Boissieu situe dans le champ politique qualifié de « racialisme » et définit comme proche du Parti des Indigènes de la République (PIR). Le 9 février 2012, elle participe au meeting du collectif MTE (Maman toutes égales) contre des mesures prises par des établissements scolaires et par le ministre de l'Éducation nationale Luc Chatel à l'encontre de mères d’élèves voilées.
Elle intervient souvent sur le média Paroles d'honneur.
Elle est membre du Collège de la diversité au ministère de la Culture et compte parmi les membres fondateurs du collectif Décoloniser les arts,,.
En mai 2018, elle participe à la conférence internationale « Bandung du Nord », organisée par le Decolonial International Network afin de « questionner la mémoire coloniale », au côté d'autres universitaires et militants célèbres tels qu'Angela Davis, Fred Hampton Jr. (en) ou encore Muntadhar al Zaidi.
Le 3 octobre 2018, elle signe une tribune collective appelant à participer aux deux journées de mobilisation organisées, les 30 novembre et 1er décembre 2018, par des associations se réclamant de l'« antiracisme politique » — groupées sous le nom de « collectif Rosa Parks » —, pour « protester contre les inégalités structurelles, le racisme, la ségrégation et le mépris permanent ».
Au début des années 2020, elle fait partie du « conseil scientifique » de l'Institut La Boétie,,.
En octobre 2023, selon Paul Sugy du Figaro, elle légitime l'attaque du Hamas contre Israël, qui fait près de 700 morts du côté israélien, en écrivant sur Twitter : « D'un côté une occupation coloniale avec sa violence systémique, son racisme structurel, son illusion de démocratie, le vol des terres, la torture, de l'autre un combat légitime pour la libération. Rien d'autre. Palestine vaincra ! ». 

## Publications

### Ouvrages
- De l’Esclave au citoyen, avec Philippe Haudrère, Paris, Gallimard, 1998, coll. « Découvertes Gallimard Texto » (no 5) (traduit en chinois simplifié, 2006)
- Monsters and revolutionaries. Colonial family romance and “métissage”, Duke University Press, 1999
- Abolir l'esclavage. Une utopie coloniale, les ambiguïtés d'une politique humanitaire, Paris, Albin Michel, 2001
- Racines et itinéraires de l’unité réunionnaise. La Réunion, Graphica-Région Réunion, 2003
- Amarres. Créolisations india-océanes, avec Jean-Claude Carpanin Marimoutou, Paris, Ka, 2003 ; Paris, L’Harmattan, 2005
- La Mémoire enchaînée. Questions sur l'esclavage, Paris, Albin Michel, 2006 Prix Françoise Seligmann contre le racisme en 2006[45].
- La République coloniale. Essai sur une utopie, avec Pascal Blanchard et Nicolas Bancel, Paris, Hachette, coll. « Pluriel », 2006
- Nègre, je suis, Nègre je resterai. Entretiens avec Aimé Césaire, Paris, Albin Michel, 2007
- La Colonisation française, avec Nicolas Bancel et Pascal Blanchard, Toulouse, Éditions Milan, coll. « Les Essentiels », 2007
- « Nègre. Nègrier. Traite des nègres ». Trois articles du Grand Dictionnaire universel du XIXe siècle de Pierre Larousse, Saint-Pourçain, Bleu autour, 2007
- Ruptures postcoloniales, avec Nicolas Bancel, Pascal Blanchard et Achille Mbembe, Paris, La Découverte, 2010
- L'Homme prédateur, ce que nous enseigne l'esclavage sur notre temps, Paris, Albin Michel, coll. « Bibliothèque Idées », 2011
- Le Ventre des femmes : capitalisme, racialisation, féminisme, Paris, Éditions Albin Michel, coll. « Bibliothèque Idées », mars 2017, 230 p. (ISBN 978-2-226-39525-2 et 2-226-39525-3)Dans cet ouvrage, Françoise Vergès revient sur ce moment de l'histoire de La Réunion où, dans les années 1970, avortements et stérilisations furent pratiqués sur des centaines de femmes à leur insu. Les responsables n'ont pas été condamnés[46]. Ce scandale avait été révélé à la suite d’une enquête du Nouvel Observateur[réf. souhaitée].
- Un féminisme décolonial, La Fabrique éditions, 208 p., février 2019  (ISBN 978-2358721745)
- Une théorie féministe de la violence — Pour une politique antiraciste de la protection, La Fabrique éditions, novembre 2020
- Programme de désordre absolu: Décoloniser le musée, La fabrique, Paris 2023

### Articles

#### Chapitres d'ouvrages collectifs
- Françoise Vergès, Jean-Paul Demoule et Bernard Stiegler, « Archéologie de l’esclavage, archéologie de l’absence », L’Avenir du passé, Paris, La Découverte - INRAP,‎ 2008, p. 105-113
- Françoise Vergès et Yinka Shonibare, « Figures d’une humanité superflue », Catalogue exposition Jardin d’amour, Paris, Musée du Quai Branly - Flammarion,‎ 2007, p. 58-75
- (de) « Sklaverei und Postkolonialität in Frankreich », Gespenst Subjekt, Berlin, Unrast,‎ 2007, p. 119-150
- (en) « 100 Inspirational Women », Confessions to a Serial Womanizer, Londres, PHACT,‎ 2007
- « Créolisations india-océaniques. Flux, contacts, et conflits. Architecture et Végétation. Espaces hybrides de l’habitat », Blou, France, Monografik éditions,‎ 2006
- « Catalogue de l’exposition Isaac Julien Creole Phantom : Françoise Vergès en compagnie d’Isaac Julien », Catalogue, Éditions du Centre Pompidou,‎ 2005
- (en) Françoise Vergès (dir.), « Where to Begin ? ‘Le commencement’ », Peau Noire, masques blancs et Creolization, Manchester, Manchester University Press,‎ 2005, p. 32-45
- Françoise Vergès (dir.), « Solidarités », Identité et société réunionnaise, Paris, Karthala,‎ 2005, p. 285-308
- « Indiaoceanic Formations: Creolization Processes and Practices », Transcultural Studies, Bremen, Universitätsdruckerei,‎ 2004, p. 131-136
- (es) Françoise Vergès (dir.), « Deambular y escribir », Pensar este tiempo, Buenos Aires, Argentine,‎ 200, p. 209-236
- (en) Françoise Vergès (dir.), « Postcolonial Challenges », The Future of Social Theory, Londres, Continuum,‎ 2004, p. 186-204.
- (en) Françoise Vergès (dir.), « The Island of Wandering Souls : Processes of Creolization, Politics of Emancipation and the Problematic of Absence on Reunion Island », Islands in History and Representation, Londres, Routledge,‎ 2003, p. 162-176
- Françoise Vergès (dir.), « Histoire et identités bridées: pour une relecture de la période pré-abolitionniste (1796-1848) à La Réunion », Rétablissement de l’esclavage dans les colonies françaises, Paris, Maisonneuve et Larose,‎ 2003, p. 273-282
- Françoise Vergès (dir.), « Coloniser, éduquer, guider : un devoir républicain », Culture coloniale, Paris, Autrement,‎ 2003, p. 191-200
- (en) Françoise Vergès (dir.), « Kiltir Kréol : Processes and Practices of Créolité and Creolization », Créolité and Creolization, Kassell, Documenta 11,‎ 2003, p. 179-184
- Françoise Vergès (dir.), « Koup panou ! Démocratie et différence culturelle à la lumière du débat sur le statut depuis 1946 », Décentralisation à La Réunion, Saint-Denis, Réunion, Université de La Réunion,‎ 2003
- (en) Françoise Vergès (dir.), « Post-Scriptum », Relocating Postcolonialism, Oxford, Blackwell,‎ 2002, p. 349-358
- (en) Françoise Vergès (dir.), « Psychoanalysis, the Enigma of Human Behaviour and the Contribution of Indigenous Knowledges », Indigenous Knowledges and the Integration of Knowledge Systems. Towards a Philosophy of Articulation, South Africa, New Africa Books,‎ 2002, p. 173-187
- Françoise Vergès (dir.), « De la prédation dans les relations hommes-femmes », La femme et les sociétés pluriculturelles de l’océan Indien, Paris, SEDES,‎ 2002, p. 143-150
- « Habiter l’île, construire la maison », Diversité culturelle et identité réunionnaise, Maison des Civilisations et de l’Unité Réunionnaise, St-Denis : Région Réunion,‎ 2002, p. 123-128
- Françoise Vergès (dir.), « Des îles à rêver ? », Zoos humains, de la Vénus hottentote aux reality shows, Paris, La Découverte,‎ 2002, p. 406-409
- Françoise Vergès (dir.), « Peuple créole, identités ethniques à l’Ile de La Réunion », La Différence culturelle, Paris, Balland,‎ 2001, p. 217-228
- Françoise Vergès (dir.), « Égalité républicaine et réalité (post)coloniale », 1946 : La Réunion Département, Paris, L’Harmattan - Université de La Réunion,‎ 1999, p. 233-248
- « Pays rêvé, pays réel. Décolonisation et discours du self », Psychanalyse et Décolonisation. Hommage à Octave Mannoni, Paris, L’Harmattan - Psychanalyse et Civilisations,‎ 1999, p. 71-86
- (en) Françoise Vergès (dir.), « I Am not the Slave of Slavery : The Politics of Reparation in (French) Postslavery Communities », Critical Perspectives, Londres, New York, Routledge,‎ 1999, p. 258-275
- (en) Françoise Vergès (dir.), « (Post) Colonial Psychiatry: The Making of a Colonized Pathology », Re/Visioning Women’s Health and Healing, New York, Routledge,‎ 1998, p. 221-228
- « Il y a deux France… Écrivains noirs et colonialisme (1920-1960) », Les Écrivains face à l’histoire, Paris, BPI - Centre Georges Pompidou,‎ 1998, p. 139-164
- « Le fantôme de Frantz Fanon ou Oublier le Tiers Monde » (préf. à Frantz Fanon), Peau Noire, Masque Blanc, Paris, K Films Édition,‎ 1998, p. 5-22
- « Une citoyenneté paradoxale » (préf. à l'Abolition de l’esclavage), Affranchis, Colonisés et Citoyens des Vieilles Colonies, Bruxelles, Éditions Complexe,‎ 1998, p. 17-44
- « Une dialectique de l’oubli et du souvenir : Les Réunionnais émigrés en France », Tropiques Métis, Paris, Musée des Arts et Traditions Populaires,‎ 1998.
- (en) Françoise Vergès (dir.), « Economics, Post-Colonialism and New technologies », IVAnnotations 3, Londres, Institute of International Visual Arts,‎ 1998, p. 14-17
- (en) Françoise Vergès (dir.), « Chains of Madness, Chains of Colonialism: Fanon and Freedom », The Fact of Blackness, Londres, ICA,‎ 1996
- (en) Françoise Vergès (dir.), « To Cure and To Free: The Fanonian Project of 'Decolonized Psychiatry’ », Fanon - À Critical Reader, Oxford, Blackwell,‎ 1996, p. 85-99
- « L'assimilation : discours colonial et discours anticolonial - Égalité et Assimilation : un héritage post-colonial », Introduction et postface. La Loi du 19 mars 1946. Débats à l'Assemblée Constituante. Saint-André, La Réunion. Graphica - CCT, 1996
- Un rêve de fraternité à travers le récit d’une passion : Raymond Vergès et la colonisation (préf. à Jean-Paul Sker, boscot, sous-off et… assassin ?), Saint-Denis, Réunion : Grand Océan, 1996
- Françoise Vergès (dir.), « Merveilles de la Prise de Possession », L'Insularité, Paris, L'Harmattan - Université de La Réunion,‎ 1995, p. 213-221
- Françoise Vergès (dir.), « Métissage, discours masculin et déni de la mère », Repenser la Créolité, Paris, Éditions Karthala - Université du Maryland,‎ 1994, p. 69-84
- (en) Françoise Vergès (dir.), « Mind and Body: Revising Approaches to the Analysis of Curanderismo », Wings of Gauze: Women of Color and the Experience of Health and Illness, Wayne State University Press,‎ 1993, p. 109-121

#### Revues
- « Du bouleversement des cartographies », échange avec Giulia Fabbiano & Arnaud Zohou, revue Dé(s)générations n° 15, « Postérité du postcolonial », février 2012[47]
- (it) « La memoria como resistancia », Revista Internacional de Filosofia Politica, no 31,‎ juillet 2008, p. 49-64
- « L’oubli et le déni. Histoires et mémoires de l’esclavage dans l’outre-mer français », Cultures sud, no 165,‎ juin 2007, p. 65-70

#### Rapports
- « Mémoires de la traite négrière, de l’esclavage et de leurs abolitions », rapporteur général du rapport remis au Premier ministre le 12 avril 2005 pour le Comité pour la mémoire de l’esclavage (100 p.)
- Rapports CPME 2006, 2007, 2008

#### Critiques de livres
- (en) « It really Is Time », Radical Philosophy, Duke University Press, no 130,‎ mars/avril 2005, p. 32-35
- (en) « Sex with Strangers: Alys Eve Weinbauw, Wayward Reproductions: Genealogies of Race and Nation in Transatlantic Modern Thought », Radical Philosophy, Duke University Press, no 132,‎ juillet/août 2005, p. 52-53
- (en) Françoise Vergès (dir.), « Roots », Radical Philosophy, Duke University Press, 2002, no 126,‎ juillet-août 2004

#### MCUR
- Pour un musée du temps présent, avec Carpanin Marimoutou, Cdrom, français-anglais, 2005
- La Maison des civilisations et de l’unité réunionnaise, film de 8 min, 2009
- Articles :
  - « Maloya 1976 » : poétique et politique, Cdrom Firmin Viry, 2005
  - « Le monde india-océanique, Ve-XVe siècle », 2009
  - « La Maison des civilisations et de l’unité réunionnaise », 2009